# Urawa Komaba Stadium
Das Urawa Komaba Stadium (jap. さいたま市駒場スタジアム, Saitama-shi Komaba Sutajiamu, „Komaba-Stadion der Stadt Saitama“; vor der Gründung der Stadt 2001 浦和市駒場スタジアム Urawa-shi Komaba Stadium, deutsch ‚Komaba-Stadion der Stadt Urawa‘; ugs. auch heute 浦和駒場スタジアム, „Urawa-Komaba-Stadion“) ist ein Fußballstadion mit Leichtathletikanlage im Bezirk Urawa der Stadt Saitama in der japanischen Präfektur Saitama. Es wurde 1967 fertiggestellt und bietet nach mehreren Um- und Ausbauten, zuletzt 1995, mittlerweile 21.500 Zuschauern Platz. Nur ein kleiner Teil der Stadionplätze sind überdacht.
Der Hauptnutzer des Stadions auf der Hauptinsel Honshū war der Fußballverein Urawa Red Diamonds, der von 1992 bis 2001 seine Heimspiele in der 1. Division der J. League austrug. Von 2001 bis zum kompletten Auszug 2010 aus dem Urawa Komaba Stadium spielte die Männermannschaft von Urawa vorwiegend im Saitama Stadium 2002 mit 63.718 Plätzen. Die meisten Spiele gegenwärtig bestreiten dort die Urawa Red Diamonds Ladies, die Frauenmannschaft der Urawa Reds. Von 2005 bis 2007 war das weite Stadionrund auch die Spielstätte des Stadtrivalen Ōmiya Ardija aus dem Stadtbezirk Ōmiya, da ihr Stadion NACK5 Stadium Ōmiya im Umbau war.
2012 war das städtische Stadion eine von fünf Spielstätten der U-20-Fußball-Weltmeisterschaft der Frauen. Es fanden in Saitama sechs Gruppenspiele und zwei Partien im Viertelfinale statt.
Der Fußweg zur nächsten Bahnstation (Bahnhof Kita-Urawa oder Bahnhof Urawa) dauert etwa 20 Minuten, an Spieltagen besteht ein Buspendelverkehr zum Stadion.